# Afroguatteria bequaertii
Espèce
Synonymes
- Uvaria bequaerti De Wild.[1]

Afroguatteria bequaertii, également connue sous la dénomination botanique de Uvaria bequaertii De Wild est une espèce de plantes à fleurs de la famille des Annonaceae originaire d'Afrique. C'est une liane qui peut grimper jusqu'à 4 m. Les forêts tropicales humides constituent l'habitat favorable à son développement et à sa croissance.
Son épithète spécifique rend hommage au naturaliste américain d'origine belge Joseph Charles Bequaert.